# Spilogona sordidipennis
Spilogona sordidipennis är en tvåvingeart som först beskrevs av Holmgren 1883.  Spilogona sordidipennis ingår i släktet Spilogona och familjen husflugor. Inga underarter finns listade i Catalogue of Life.